# Южное Тушино (регбийный клуб)
Южное Тушино — регби клуб из Москвы, района Южное Тушино. В 1994 году при Тушинской чулочной фабрике был создан детский клуб регби. Несколько раз впоследствии поменяв юридический статус, с 2002 года и до нынешнего времени существует на базе детско-юношеской спортивной школы ГБОУ ДЮСШ № 103 «Южное Тушино».
В 2012 году клуб выступал в Высшей лиге чемпионата России по регби, втором по счету дивизионе российского регби, под названием «МАИ — Южное Тушино». Команда заняла 3-е место из трёх в Группе А. В зимнем чемпионате Москвы 2012 года клуб занял 2-е место.
В сезоне 2013 чемпионат Москвы по регби вошел в созданную в том же году всероссийскую любительскую Федеральную лигу, ставшую третьим дивизионом российского регби. Клуб «Южное Тушино» занял 5 место из 6 во 2 дивизионе чемпионата Москвы.
Сезон 2014 — 1 место во Втором дивизионе чемпионата Москвы.
Сезон 2015 — 6 место из 7 в Первом дивизионе чемпионата Москвы.
Детские и молодёжная команды «Южное Тушино» играют в Первенстве Москвы по регби среди команд ДЮСШ и СДЮСШОР.